# Parankylopteryx tetrasticta
Parankylopteryx tetrasticta är en insektsart som först beskrevs av Luisa Eugenia Navas 1933.  Parankylopteryx tetrasticta ingår i släktet Parankylopteryx och familjen guldögonsländor. Inga underarter finns listade i Catalogue of Life.